# Slættanes

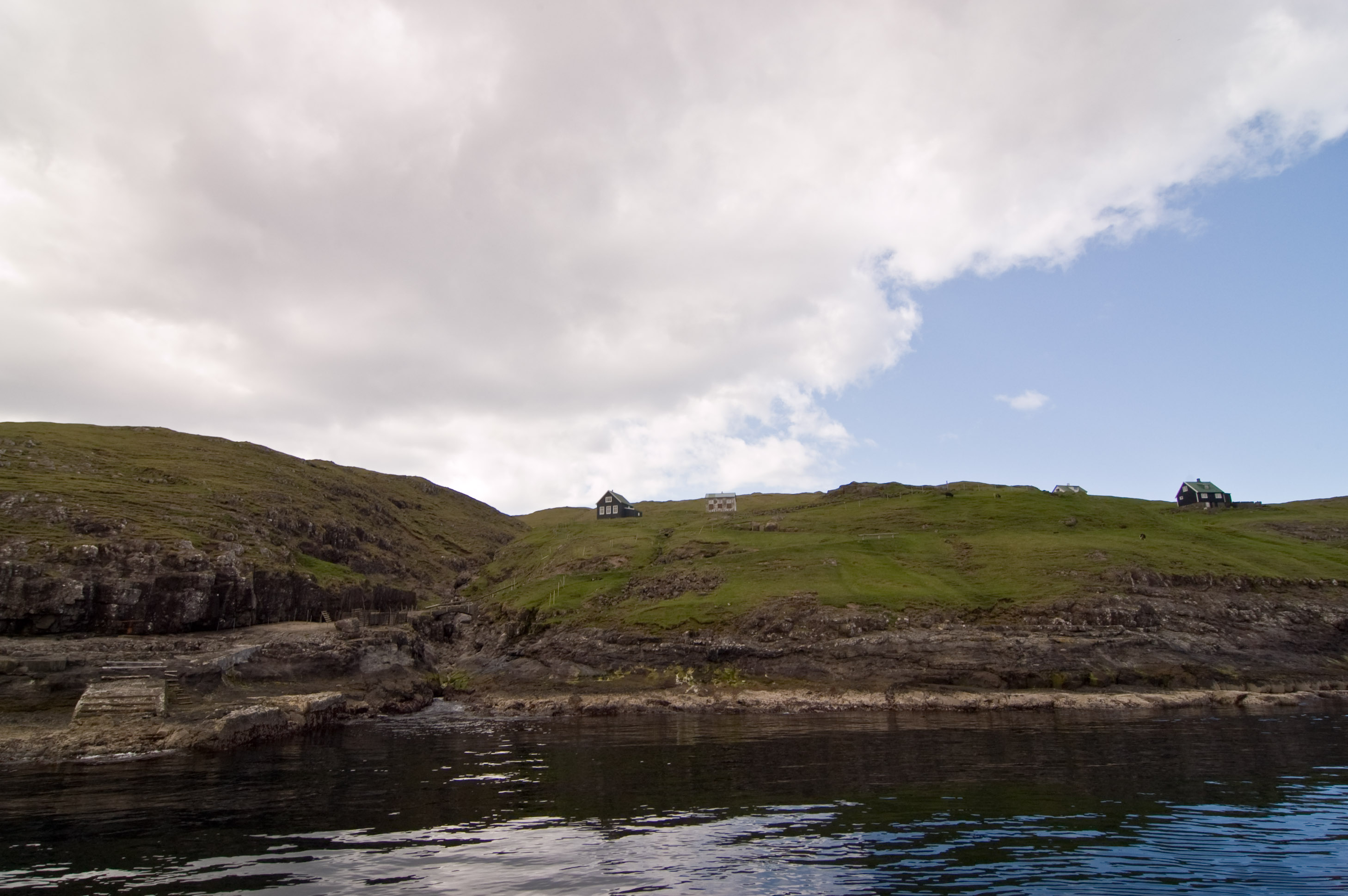
Slættanes von der Seeseite aus gesehen, Mai 2008.

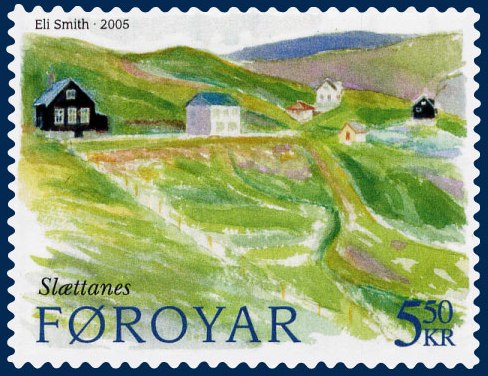
Häuser in Slættanes auf einer Briefmarke von 2005. Links im Bild die alte Schule.

Slættanes [ˈslatːaneːs] (dänisch: Slettenæs) ist ein Ort der Färöer auf der Insel Vágar, der heute verlassen ist.
Slættanes liegt – wie der ebenfalls verlassene Ort Víkar – als einziger Ort der Insel an deren Nordküste. Seine Lage gilt als besonders schön. Er wurde 1835 von einem Mann namens Hendrik Thomasen gegründet und gehörte zur früheren Kommune von Sandavágur im Süden. Zu seinen besten Zeiten 1945 bis 1950 lebten etwa 130 Leute in dem Dorf, durchschnittlich aber meist 70. Hier gab es 12 Wohnhäuser. 1965 allerdings verließ der letzte Bewohner den Ort wegen seiner relativ abgeschiedenen Lage. Dennoch ist der Ort heute noch in dem Zustand, wie er damals verlassen wurde, da die ehemaligen Bewohner die Häuser instand gehalten haben und in den Sommermonaten ihren Geburtsort noch heute regelmäßig besuchen.
Eine Autostraße hierher wurde nie gebaut, es existieren aber mehrere Wanderwege. In südöstliche Richtung nach Sandavágur, in südliche Richtung nach Sørvágur und westlich nach Gásadalur. Im Ort selbst gibt es keine Straßen oder erkennbare Wege. Die Häuser stehen versprengt auf der Wiese und dienen heute den ehemaligen Bewohnern und ihren Verwandten als Sommerhäuser. Auch das Gebäude der alten Schule ist heute noch erhalten. Das Schulgebäude wurde damals auch als Kirche genutzt und war dadurch gleichsam kultureller Mittelpunkt des Dorfes.
Der Postdienst wurde früher zu Fuß über Sørvágur versehen, später aber mit einem regelmäßigen Postboot aus Vestmanna.